# Matias Varela
Louis Matias Karl Padin Varela (født 23. juni 1980 i Stockholm) er en spansk-svensk skuespiller. Han er blandt andet kendt for rollen som Jorge Salinas i filmtrilogien Snabba Cash, der er baseret på kriminalromanerne af Jens Lapidus.
Varela har tre gange været nomineret til en Guldbagge i henholdsvis 2013, 2014 og 2020.

## Udvalgt filmografi
- Nya tider (tv-serie, 2000)
- Frøken Sverige (2004)
- Stockholm Boogie (2005)
- Storm (2005)
- Snabba cash (2010)
- En gang i Phuket (2011)
- Snabba cash II (2012)
- Fjällbacka-mordene - Beskuerens øje (2012)
- Exodus (kortfilm, 2013)
- Snabba cash - Livet deluxe (2013)
- Assassin's Creed (2016)
- Narcos (tv-serie, 2017)
- 438 dage (2019)
- Fartblind (tv-serie, 2019-2022)
- Raised by wolves (tv-serie, 2020-2022)
- Stockholm Bloodbath (2023)